# Parque da Mêda

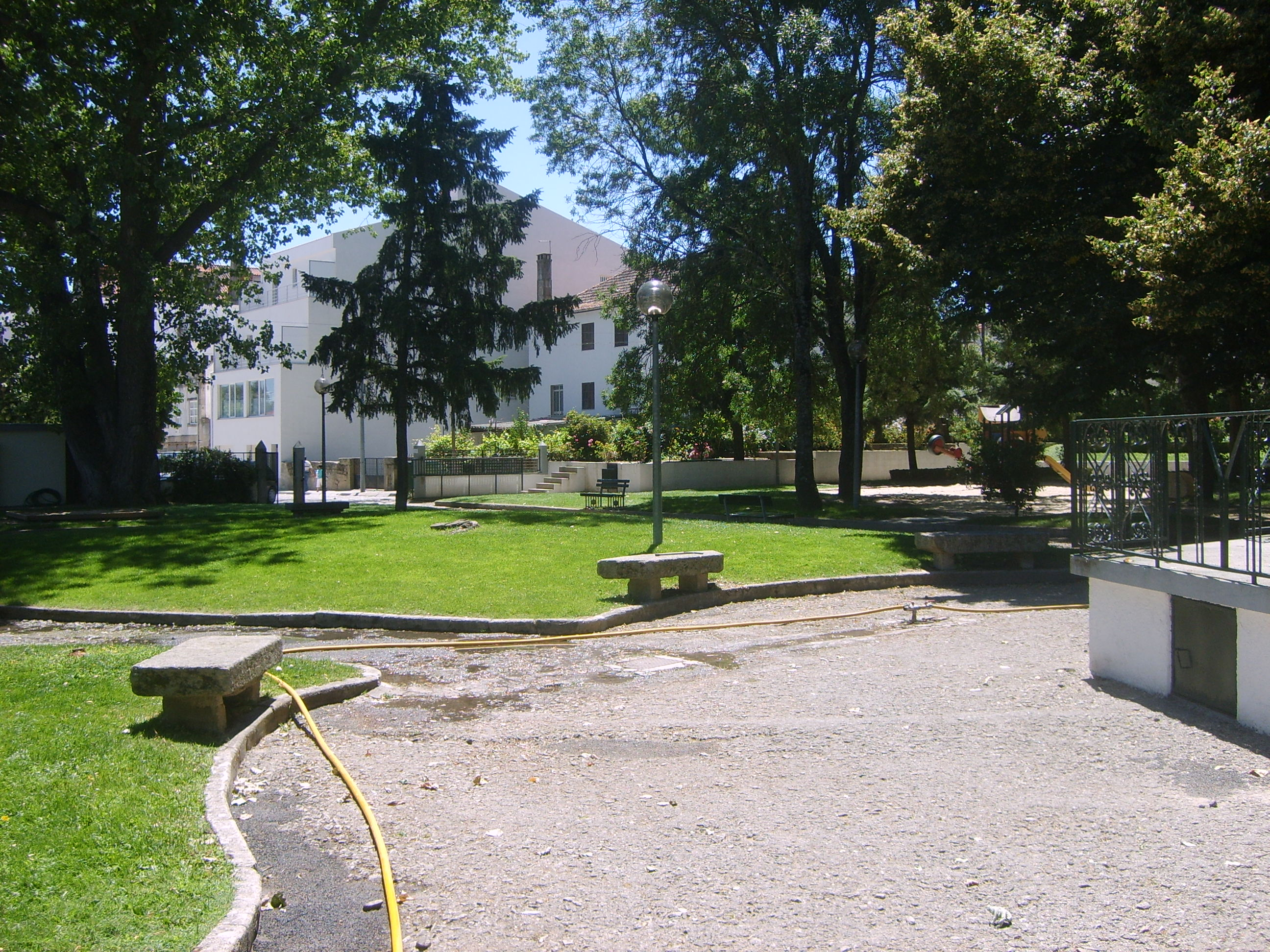
O Parque

O Parque da Mêda esta situado no centro da cidade da Mêda, na Avenida Gago Coutinho e Sacadura Cabral, perto dos Bombeiros da Mêda. O parque é composto de equipamento infantil, bancos, árvores e uma grande fonte.